# Џеферсон (Висконсин)
Џеферсон (енгл. Jefferson) град је у америчкој савезној држави Висконсин.

## Демографија
По попису из 2010. године број становника је 7.973, што је 635 (8,7%) становника више него 2000. године.
| Група             | 2000.         | 2010.         |
| Белци             | 6.686 (91,1%) | 6.833 (85,7%) |
| Афроамериканци    | 39 (0,5%)     | 57 (0,7%)     |
| Азијати           | 34 (0,5%)     | 57 (0,7%)     |
| Хиспаноамериканци | 498 (6,8%)    | 937 (11,8%)   |
| Укупно            | 7.338         | 7.973         |